# Pacte de Zurich

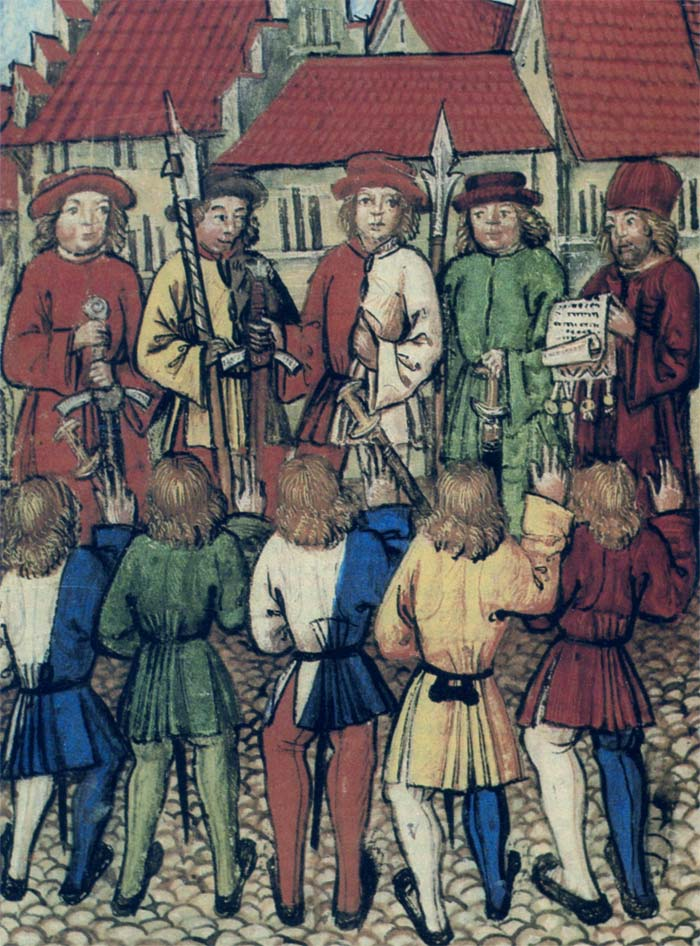
Le Pacte de Zurich - Illustration de Diebold Schilling le Jeune dans la « Chronique de Lucerne » (1513)

Le Pacte de Zurich est une alliance entre plusieurs cantons suisses promulguée en 1351 à la suite d'une initiative de Rodolphe Brun, bourgmestre à vie de Zurich.

## Histoire
Le traité, qui liait les cantons d'Uri, deSchwytz, d'Unterwald, de Lucerne avec Zurich, fut signé pour trois grandes raisons : ils avaient comme ennemis en commun les Habsbourg ; ils voulaient garder l’indépendance qu’ils possédaient déjà ; l’alliance avec les Confédérés leur apportait un meilleur accès économique au col du Saint-Gothard, qui pouvait aisément remplacer le revenu du passage des Grisons qui avait perdu de l’importance. Cette dernière raison était d'ordre économique, alors que les deux précédentes étaient plutôt politiques.
Cette alliance possédait des clauses qui permettaient une certaine liberté à Zurich. Rodolphe Brun ne désirait pas être totalement lié aux Confédérés. Il voulait agir sans leur accord. En effet, l’alliance limitait le territoire de Zurich vers la zone des Confédérés (environ le Rhin) ; Zurich, pouvait sans l’accord des Confédérés, conclure d’autres alliances ; les Confédérés et les Zurichois devaient s’entraider, si l’un d’entre eux était attaqué — pour la première fois, une promesse d'assistance envers un régime corporatif était formalisée — ; enfin, les Confédérés devaient protéger le bourgmestre.
Ces conditions assuraient à Zurich une aide et une protection fiable contre ses ennemis. De plus elle gardait le droit de s’allier avec d’autres pays, ce qui lui laissait une liberté importante pour Brun.
À l'origine, les alliances n'étaient pas délimitées dans le temps. Selon l'historien et diplomate genevois William Rappard, le pacte de Zurich est le premier qui prévoyait un renouvellement tous les dix ans. À sa suite, d'autres pactes stipulèrent leur fréquence de renouvellement, souvent à dix ans, mais parfois à cinq.